# Lyoto Machida
Lyoto Carvalho Machida (Salvador, 30 mei 1978) is een Japans-Braziliaanse MMA-vechter en karateka. Hij was van 23 mei 2009 tot en met 8 mei 2010 wereldkampioen lichtzwaargewicht (tot 93 kilo) bij de UFC.

## Achtergrond
Machida werd geboren als derde zoon van karatemeester Yoshizo Machida. Zijn vader verhuisde op 22-jarige leeftijd van Japan naar Brazilië. Zijn moeder, Ana Claudia, is van Portugese en Italiaanse komaf. Machida groeide op in Belém en begon in zijn derde levensjaar met karatetraining. Toen hij dertien jaar oud was behaalde hij de eerste dan. Op zijn zevende begon hij met sumoworstelen en op zijn zestiende met Braziliaans jiujitsu. Later reisde hij af naar Thailand om zich te verdiepen in muay thai, naar Japan voor grapplingtraining en in 2007 naar de Verenigde Staten om een carrière in MMA op te bouwen.

## MMA

### Begin carrière
Zijn professionele MMA-carrière begon Machida op 2 mei 2003 in Japan, onder begeleiding van Antonio Inoki. Hij kwam uit in het lichtzwaargewicht en wist direct acht overwinningen op rij te boeken waarin hij onder anderen Stephan Bonnar, Rich Franklin en B.J. Penn versloeg. Na deze winstreeks tekende hij een contract bij de UFC.
Vanaf zijn debuut bij de UFC op 3 februari 2007 werd zijn reeks overwinningen lange tijd niet verbroken. Hij versloeg Sam Hoger, David Heath, Kazuhiro Nakamura en Rameau Sokoudjou. Op 24 mei 2008 vocht hij tegen voormalig kampioen Tito Ortiz en versloeg hem via een unanieme jurybeslissing. Nadat hij in begin 2009 de ongeslagen Thiago Silva versloeg via knock-out en Quinton Jackson door een blessure niet voor de titel kon vechten, kreeg Machida de kans om met de ongeslagen kampioen Rashad Evans te strijden om de titel.

### Kampioenschap
Op 23 mei 2009 vond de titelstrijd tegen Rashad Evans plaats. In de eerste ronde scoorde Machida een snelle knock-down maar Evans wist toch de tweede ronde te halen. In de tweede ronde had Machida nog vier minuten nodig om Evans definitief knock-out te slaan. Hiermee werd hij de tiende kampioen in de geschiedenis van de lichtzwaargewicht-divisie van de UFC. Tevens won hij hiermee zijn tweede "Knock-out van de Avond"-bonus van $60,000.
De eerste titelverdediging vond plaats op 24 oktober 2009 tegen Maurício Rua. Alhoewel Machida de wedstrijd won via een unanieme jurybeslissing, waren vele anderen het er niet mee eens waaronder verschillende bekende MMA-vechters, en statistiek-programma's toonden aan dat Rua eigenlijk de meeste punten had moeten krijgen.
Door alle controverse kreeg Rua direct een nieuwe kans om de titel te pakken. Hij had op 8 mei 2010 dan ook maar weinig tijd hiervoor nodig; na 3 minuten en 35 seconden sloeg hij Machida knock-out en bezorgde hem hiermee het eerste verlies van zijn carrière.

### Nieuwe jacht naar de titel
Op 20 november 2010 vocht Machida tegen Quinton Jackson. In de eerste twee ronden gebeurde er zeer weinig. In de derde en laatste ronde echter kwam Machida los en wist Jackson flink in de problemen te brengen. Uiteindelijk moest het gevecht toch door de jury worden beslist en Jackson won de wedstrijd met een split-decision, waarbij twee juryleden voor Jackson gingen en een voor Machida. Alhoewel velen ditmaal juist vonden dat Machida de wedstrijd had moeten winnen, inclusief Jackson zelf, lieten de statistieken zien dat Jackson de eerste twee ronden gewonnen had en Machida de derde. Ook UFC-voorzitter Dana White vond dat de beslissing terecht was en het was volgens hem niet nodig om de twee opnieuw te laten vechten.
Op 30 april 2011 vocht Machida tegen voormalig meervoudig kampioen Randy Couture. Machida wist het publiek te verbazen door Couture in de tweede ronde knock-out de trappen door middel van een crane kick, een techniek die bekend is van de film The Karate Kid. Met deze knock-out won Machida zowel de Knock-out van de Avond als de Knock-out van het Jaar.
Na zijn gevecht tegen Couture kreeg hij een nieuwe kans om tegen de kampioen van de divisie te vechten, op dat moment Jon Jones. Eigenlijk zou Machida tegen Phil Davis vechten, maar die kampte met een blessure en ook Evans, die eigenlijk voor de titel mocht vechten, was geblesseerd. Het gevecht vond plaats op 10 december 2011. In de eerste ronde leek Jones moeite te hebben met de snelheid van Machida, maar beide vechters liepen geen schade op. In de tweede ronde paste Jones zijn strategie aan en haalde Machida naar de grond. Jones bezorgde Machida een snee in het voorhoofd door een slag met zijn elleboog. Nadat ze weer opstonden werd Machida naar de grond geslagen, maar stond meteen weer op. Jones pakte hem echter in een wurggreep, waarna Machida bij het loslaten bewusteloos op het canvas viel.
Machida zou nog drie gevechten in deze gewichtsklasse afwerken; een knock-out-overwinning op Ryan Bader, een overwinning op verdeelde beslissing tegen Dan Henderson en een controversieel verloren unanieme beslissing tegen Phil Davis.

### Middengewicht
Na het gevecht tegen Davis besloot Machida om te verhuizen naar het middengewicht. Zijn middengewicht-debuut maakte hij op 26 oktober 2013 tegen vriend en trainingsmaatje Mark Muñoz. Machida trapte Muñoz knock-out na drie minuten in de eerste ronde. In zijn tweede gevecht in deze divisie stuitte hij op de Nederlander en voormalig Strikeforce-kampioen Gegard Mousasi. Het gevecht leverde Machida opnieuw een overwinning op, via een unanieme beslissing, en tevens een Gevecht van de Avond-bonus.
Doordat Vitor Belfort zich teruggetrokken had van zijn titelgevecht met Chris Weidman, werd Machida naar voren geschoven als nieuwe titelkandidaat. Het gevecht werd echter uitgesteld vanwege een knie-operatie van Weidman maar op 4 juli 2014 was het zover. In de eerste drie ronden was Weidman de dominantere vechter en controleerde Machida voornamelijk met zijn worsteltechnieken. Vanaf de vierde ronde wist Machida de controle over te nemen met zijn trap- en stoottechnieken en ook in de vijfde ronde hield hij dit vol. Het was echter niet voldoende en hij verloor de titelstrijd met een unanieme jurybeslissing. Wel leverde het zijn derde Gevecht van de Avond-bonus op.
Op 20 december 2014 vocht Machida tegen C.B. Dollaway en had maar 62 seconden nodig om Dollaway uit te schakelen via een trap naar het lichaam en een reeks aan stoten.

### Doping en hervatting carrière
Machida werd in april 2016 positief getest op het verboden middel 7-keto-DHEA. Hij bekende het middel te hebben gebruikt en zei dat hij niet wist dat het zowel tijdens als buiten de competitie verboden is. Doordat hij bekende werd hij achttien maanden geschorst in plaats van twee jaar.
Sinds 2018 vecht Lyoto Machida bij Bellator MMA.

## Privéleven
Machida is getrouwd met Fabyola en samen hebben zij twee kinderen; Taiyô en Kaitô.

## Kampioenschappen en prestaties

### Titels
- Ultimate Fighting Championship
  - UFC Lichtzwaarsgewicht Kampioenschap (1x)
    - Eén succesvolle titelverdedigingtegen Mauricio Rua

### Prestaties
- Ultimate Fighting Championship
  - Knock-out van de Avond (4x) (tegen Thiago Silva, Rashad Evans, Randy Couture en Mark Muñoz)[16][17][18][19]
  - Gevecht van de Avond (3x) (tegen Jon Jones,[20] Gegard Mousasi en Chris Weidman)
  - Prestatie van de Avond (1x) (tegen C.B. Dollaway)
- Sherdog
  - 2011 Knock-out van het Jaar (tegen Randy Couture)
- Black Belt Magazine
  - 2009 Vechter van het Jaar